# Eygurande
Eygurande település Franciaországban, Corrèze megyében. Lakosainak száma 684 fő (2022. január 1.). Eygurande Aix, Feyt, Lamazière-Haute, Merlines, Monestier-Merlines, Saint-Merd-la-Breuille és Saint-Oradoux-de-Chirouze községekkel határos.

## Népesség
A település népességének változása:
| Lakosok száma | 805  | 827  | 794  | 720  | 678  | 682  | 685  | 688  | 691  | 684  |
|               | 1968 | 1982 | 1990 | 2006 | 2013 | 2015 | 2017 | 2019 | 2020 | 2022 |